# Easier
«Easier» es una canción de la banda australiana de pop rock 5 Seconds of Summer. Fue lanzada como el primer sencillo del álbum de estudio de la banda calm el 23 de mayo de 2019, a través de Interscope Records. La canción fue escrita por Louis Bell, Ryan Tedder, Charlie Puth, Andrew Watt y Ali Tamposi. El 13 de agosto de 2019 se lanzó una versión remix con el cantante estadounidense Charlie Puth.

## Antecedentes y lanzamiento
El 17 de mayo de 2019 5 Seconds of Summer publicó una serie de vídeos en las redes sociales, publicando adelantos del próximo video musical de la canción junto con su nombre y fecha de lanzamiento.
El tema fue escrito por Louis Bell, Ryan Tedder, Charlie Puth, Andrew Watt y Ali Tamposi, mientras que la producción fue llevada a cabo por Andrew Watt, Louis Bell y el cantante Charlie Puth.
El 13 de agosto de 2019 se lanzó una versión remix con el cantante estadounidense Charlie Puth quien formó parte de la composición y producción de la canción.

## Vídeo musical
El video musical de «Easier» fue dirigido por Grant Singer. Fue lanzado el 23 de mayo de 2019, el mismo día del estreno de la canción.

## Lista de ediciones
Versión de 5 Seconds of Summer.

| N.º | Título                         | Duración |  |
| 1.  | «Easier» (Radio single (5sos)) | 2:37     |  |

Versión de 5 Seconds of Summer con Charlie Puth.

| N.º | Título                              | Duración |  |
| 1.  | «Easier» (con Charlie Puth (Remix)) | 2:37     |  |

## Créditos y personal
Créditos adaptados de Genius.
- Ashton Irwin - composición, batería, vocales.
- Michael Clifford - guitarra, vocales
- Luke Hemmings - composición, guitarra, vocales.
- Calum Hood - composición, bajo, vocales.
- Charlie Puth - composición, piano
- Ryan Tedder - composición
- Wwatt & Ali Tamposi - composición, guitarra.
- Paul LaMalfa - personal de estudio, ingeniero de grabación.
- Manny Marroquin - personal de estudio, ingeniero de mezclas.
- Dave Kutch - personal de estudio, ingeniero de masterización.
- Louis Bell - composición.

## Posicionamiento en listas
| Listas (2019)                             | Mejor posición |
| ----------------------------------------- | -------------- |
| Australia (ARIA)                          | 12             |
| Austria (Ö3 Austria Top 40)               | 58             |
| Bélgica (Ultratop) Flanders               | 48             |
| Canadá (Canadian Hot 100)                 | 37             |
| China (Airplay/FL)                        | 8              |
| Dinamarca (Tracklisten)                   | 28             |
| Estonia (Eesti Tipp-40)                   | 18             |
| Escocia (Official Charts Company)         | 39             |
| Eslovaquia (Singles Digitál Top 100)      | 29             |
| Estados Unidos (Billboard Hot 100)        | 48             |
| Estados Unidos (Mainstream Top 40)        | 12             |
| Estados Unidos (Rolling Stone Top 100)    | 52             |
| Grecia (International Digital Singles)    | 21             |
| Hungría (Stream Top 40)                   | 8              |
| Italia (FIMI)                             | 95             |
| Irlanda (IRMA)                            | 25             |
| Malasia (RIM)                             | 16             |
| Noruega (VG-lista)                        | 38             |
| Nueva Zelanda Hot Singles (RMNZ)          | 18             |
| Países Bajos (Dutch Top 40)               | 16             |
| Países Bajos (Single Top 100)             | 66             |
| Reino Unido (UK Singles Chart)            | 27             |
| República Checa (Singles Digitál Top 100) | 45             |
| Singapur (RIAS)                           | 27             |
| Suecia (Sverigetopplistan)                | 74             |
| Suiza (Schweizer Hitparade)               | 66             |

### Versión remix conCharlie Puth
| Listas (2019)                    | Mejor posición |
| -------------------------------- | -------------- |
| Nueva Zelanda Hot Singles (RMNZ) | 13             |

## Certificaciones
| País (organismo certificador) | Certificación | Unidades certificadas |
| ----------------------------- | ------------- | --------------------- |
| Australia (ARIA)              | 2x Platino    | 140 000               |
| Canadá (Music Canada)         | Platino       | 80 000                |
| Dinamarca (IFPI)              | Oro           | 45 000                |
| Estados Unidos (RIAA)         | Platino       | 1 000 000             |
| Nueva Zelanda (RMNZ)          | Oro           | 15 000                |
| Polonia (ZPAV)                | Platino       | 50 000                |
| Portugal (AFP)                | Oro           | 5 000                 |
| Reino Unido (BPI)             | Plata         | 200 000               |

## Historial de lanzamiento
| País           | Fecha              | Formato                      | Discográfica       | Ref           |
| -------------- | ------------------ | ---------------------------- | ------------------ | ------------- |
| Varios         | 23 de mayo de 2019 | Descarga digital y Streaming | Interscope Records | [ 49 ] [ 50 ] |
| Estados Unidos | 28 de mayo de 2019 | Radio Hot adult contemporary | Interscope Records | [ 51 ]        |